# فراسر استودارت
فراسر استودارت (انگلیسی: Fraser Stoddart؛ ۲۴ مهٔ ۱۹۴۲ – ۳۰ دسامبر ۲۰۲۴) دانشمند در زمینه شیمی فراذره‌ای اهل اسکاتلند بود.
جایزه نوبل شیمی ۲۰۱۶ میلادی برای طراحی و ابداع ماشین‎های مولکولی، مشترکاً به وی، ژان-پیر سوواژ فرانسوی و برنارد فرینگا از هلند، تعلق گرفت. این دانشمندان مولکول‌هایی را پدیدآورده‌اند که حرکتشان، در صورتی‌که انرژی کافی دریافت کنند، قابل کنترل است. این ریزماشین‌ها می‌توانند برای انتقال دارو درون بدن به کار گرفته شوند و به عنوان مثال دارو را مستقیماً به سلول‌های سرطانی برسانند.